# Walter Löffler (Politiker)
Walter Löffler (* 24. Mai 1900 in Berlin-Prenzlauer Berg; † 29. April 1967 in Berlin) war ein deutscher Politiker (USPD, SPD).
Walter Löffler besuchte eine Volksschule und eine Fortbildungsschule. Er machte eine Lehre als Dreher und musste 1918 noch Militärdienst leisten. Nach dem Ersten Weltkrieg trat er im Dezember 1918 dem Deutschen Metallarbeiter-Verband (DMV) und im folgenden Jahr der Unabhängigen Sozialdemokratischen Partei Deutschlands (USPD) bei. 1920 wechselte er zur SPD und konnte 1928 durch ein Stipendium der Stadt Berlin die Staatliche Fachschule für Wirtschaft und Verwaltung besuchen. Ein Jahr später wurde Löffler in die Bezirksverordnetenversammlung im Bezirk Prenzlauer Berg gewählt und ab 1930 auch Angestellter dieses Bezirksamts. 
Nach der „Machtergreifung“ der Nationalsozialisten wurde Löffler im Juni 1933 aus politischen Gründen entlassen. Im Bezirksamt Prenzlauer Berg war er vorher allem Anschein nach mit Kurt Megelin vom Roten Stoßtrupp in Kontakt gekommen. Löffler fungierte im Jahr 1933 als Kurier der Widerstandsgruppe nach Prag und verteilte auch die gleichnamige illegale Zeitung, deren vergleichsweise großes Format er aber kritisierte. Am 24. November 1934 wurde er verhaftet aber bald darauf wieder entlassen. Eine neue Verhaftung erfolgte am 16. Mai 1935. Die Untersuchungshaft verbrachte Löffler in Berlin-Moabit. Im September 1936 wurde er vom Volksgerichtshof im Verfahren gegen Alfred Markwitz und andere wegen „Vorbereitung zum Hochverrat“ zu sieben Jahren Zuchthaus verurteilt, die er im Zuchthaus Brandenburg absitzen musste. Er wurde im Mai 1942 aus der Haft entlassen und arbeitete anschließend als Automateneinrichter. Da er und seine Familie sechs Monate später in Berlin ausgebombt wurden, zogen sie nach Rietz bei Treuenbrietzen.
Nach dem Zweiten Weltkrieg wurde Löffler zunächst Bürgermeister von Rietz, kehrte aber Ende 1946 zurück nach Berlin, wo er wieder im Bezirksamt Prenzlauer Berg arbeitete. Gleichzeitig bemühte er sich um den Wiederausbau der SPD im Landkreis Zauch-Belzig. Ab 1948 arbeitete er im Hauptamt Opfer des Faschismus beim Magistrat von Berlin, später bei der Senatsverwaltung für Sozialwesen im Referat für politisch, rassisch oder religiös Verfolgte. Bei der Berliner Wahl 1954 wurde er in die Bezirksverordnetenversammlung im Bezirk Charlottenburg gewählt. Da Klaus-Peter Schulz Bundestagsabgeordneter wurde, rückte Löffler im Oktober 1965 in das Abgeordnetenhaus von Berlin nach. Er starb nur sechs Wochen nach dem Ablauf der Legislaturperiode. 